# Goodyera zacuapanensis
Goodyera zacuapanensis är en orkidéart som beskrevs av Paul Ormerod. Goodyera zacuapanensis ingår i släktet knärötter, och familjen orkidéer. Inga underarter finns listade i Catalogue of Life.